# ツキヌキニンドウ
ツキヌキニンドウ（突抜忍冬、突貫忍冬）はスイカズラ科スイカズラ属に属するつる性の木本。学名は、Lonicera sempervirens。アメリカ東部原産で、赤みがかった花が特徴的。「コーラル・ハニーサックル」、「トランペット・ハニーサックル」、または「スカーレット・ハニーサックル」とも呼ばれる。和名の漢字表記、「突抜忍冬」は、葉の中心から茎が貫くように生えていることから (忍冬は冬も葉がしおれないスイカズラの別名)。

## 概要
ツキヌキニンドウは、珊瑚色から赤色のトランペットのような形をした花をつけることでよく知られている。スイカズラ属植物によくみられるように、葉と茎には艶がある。つる植物。低木や若木に絡みつき、約6メートルかそれ以上に成長する。葉は対生し楕円形で、大きさは長さ5センチメートル、幅4センチメートル以下。花の真下の葉には穴があいており、茎部分でつながり新芽の周囲をリング状に切れ目なく囲んでいる。生まれたばかりの花は先端が丸まっている。直径1センチメートル以下の赤い果実がなる。夏から秋にかけて実をつけるが、果実は食べられない。葉はほとんど常緑 (常緑～半常緑)。また、燃えやすいため住居の近くに植えることは推薦されていない。長さ5センチメートルの管状の花が3個ずつ、いくつかのかたまりを作るように咲く。花の先端が5枚の小さな裂片に分かれており、そこから雄しべと柱頭が露出している。茎は若いうちは緑色で毛羽立っているが、成長するにつれて薄茶色になる。 年をとった茎は朱色を帯びていく。

## 分布
ツキヌキニンドウは北アメリカ東部で最も一般的だが、テキサス州など北アメリカ西部にも生育している。とりわけアメリカ南東部でよく見られる。メイン州では絶滅危惧種に指定されており、アメリカで唯一法的に保護している州である。ニューイングランド地方の一部に導入されたが、ニューイングランドに属するコネチカット州、マサチューセッツ州、ロードアイランド州では元々自生していたと思われるツキヌキニンドウの個体群が発見されている。ロードアイランド州で見かけることは非常に珍しい。ツキヌキニンドウは沿岸に生育していることが一般的である。

## 分類
本種は、1753 年にスウェーデンの植物学者カール・リンネが発表した論文「植物の種」で初めて文献に登場した。本種の下位分類には、L. sempervirens L. var. hirsutula Rehder、L. sempervirens L. var. minor Aiton がある。Phenianthus sempervirens (L.) Raf. はシノニムである。交雑種にはLonicera × tellmannianaやLonicera × heckrottii (英語版)などがある。

## 利用
北アメリカの東海岸全域に外来種として侵入しているスイカズラ (ロニセラ・ジャポニカ) の代替種としてよく利用される。手入れがあまり必要ないため、庭木や観賞用樹木として人気がある。また、ポリネーター・ガーデン (en:pollinator garden) では花粉を運ぶハチドリや蝶 (ポリネーター) を引き寄せるために使われる。フェンスやラティスの装飾に使われることが多く、その美しい赤い花が愛されている。茎の挿し木 (栄養繁殖) でも種子繁殖でも増える。ネイティブアメリカンの伝統では喘息やハチさされの治療に使われてきた。いくつかの異なる栽培品種があり、開花が遅く花の数が多い「マグニフィカ (Magnifica)」、硫黄のような緑味のある黄色い花を咲かせる「サルフルア (Sulphurea)」、鮮やかな赤い花を沢山咲かせる「スーパーバ (Superba)」などがある。耐寒性があり、多くの地域で生育可能である。 USDA Plant Hardiness Zoneによると、クラス9 (平均最低気温-1.1から-3.8) からクラス5 (平均最低気温-26.1から-28.8) の地域で越冬可能である。日当たりが良く湿った場所を好むが、乾燥にも強い。水はけの良い粘土質やローム質の土壌に育ち、pH6の酸性土壌を好む。日当たりの良い場所でも日陰でも育つ。シカはツキヌキニンドウの風味を好まないのでクルミなどの近くで育てても食害にあわない。

## 野生動物の利用
ツキヌキニンドウは多くの動物の食糧になっているが、蝶やハチドリがその蜜を吸うことが1番多い。ミツバチ、ハチドリ、蛾、さらにはソングバード (スズメ亜目) も蜜を目当てに集まるウズラ、ムラサキマシコ、コマツグミなどの鳥は赤い実を食べにやって来る。春の半ばから秋にかけて、ノドアカハチドリや昆虫が鮮やかな赤色や珊瑚色の花の間を飛び回り受粉を行う。Spring azures (シジミチョウ科の青い蝶) やSnowberry clearwing moths (スズメガ科の蛾) などの幼虫の住みかとなる。ツキヌキニンドウは動物の隠れ家などとして適度に利用されているが、食糧としての栄養価は比較的低い。

## ギャラリー

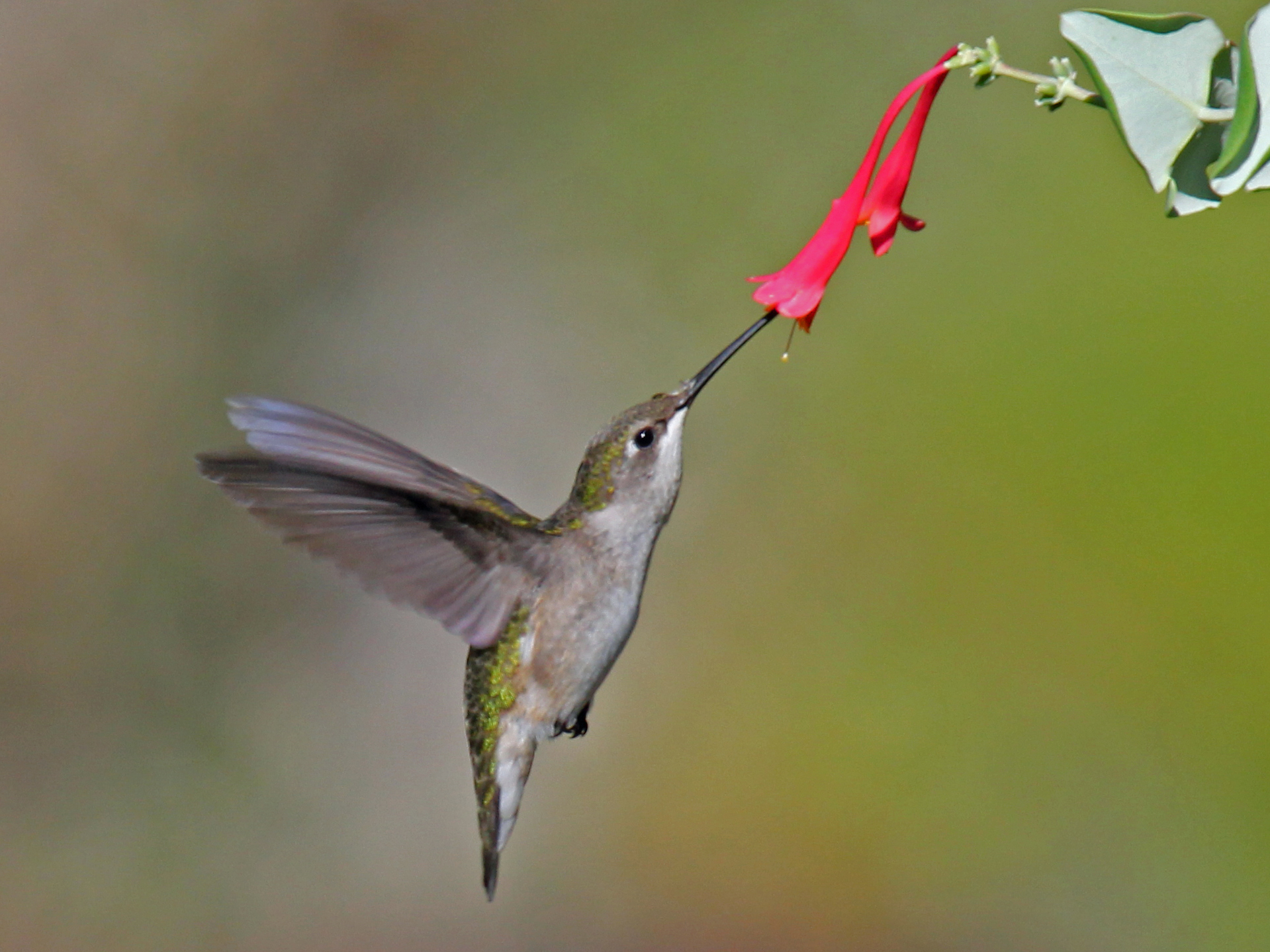
ノドアカハチドリの食事
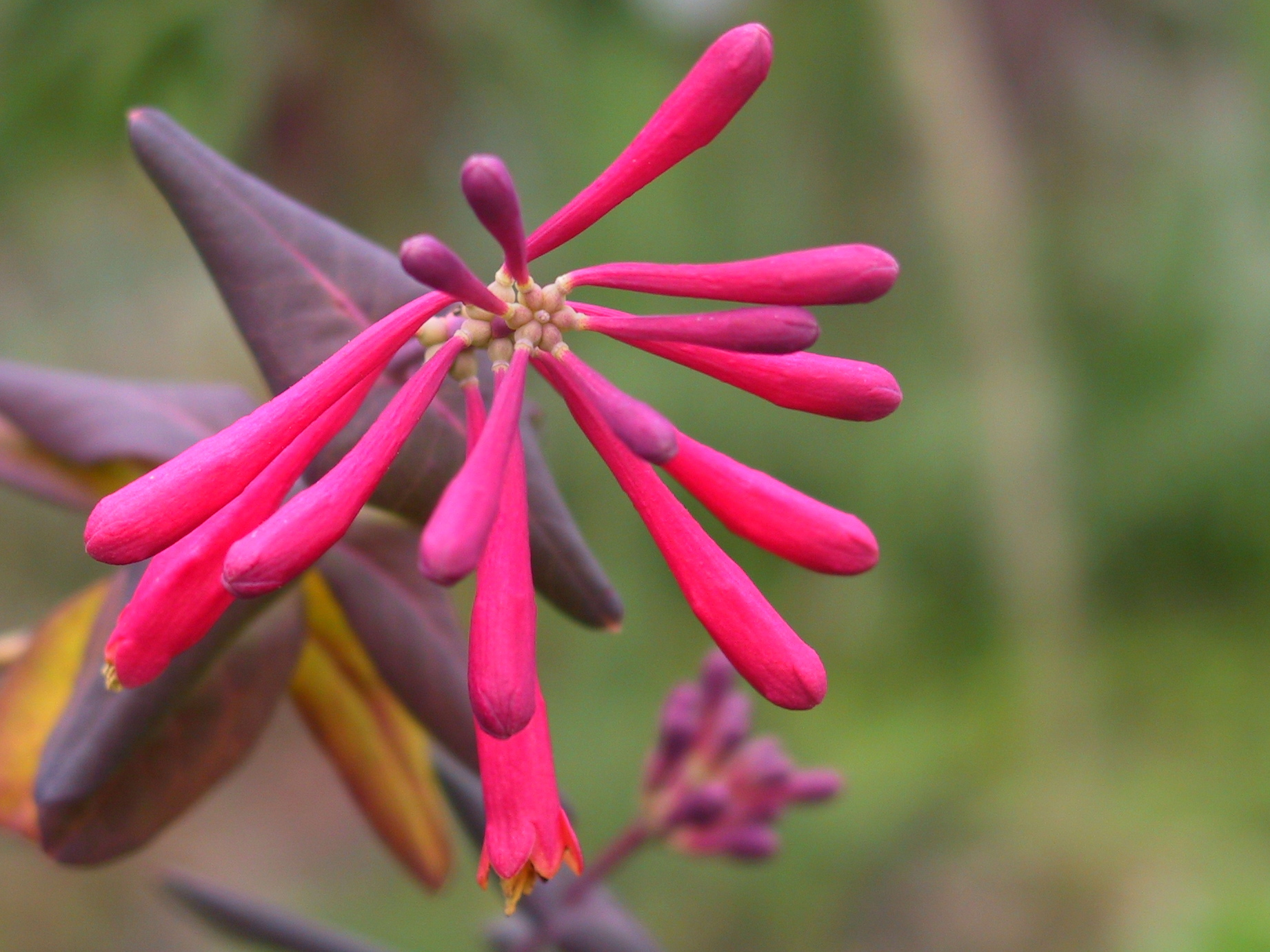
花の蕾
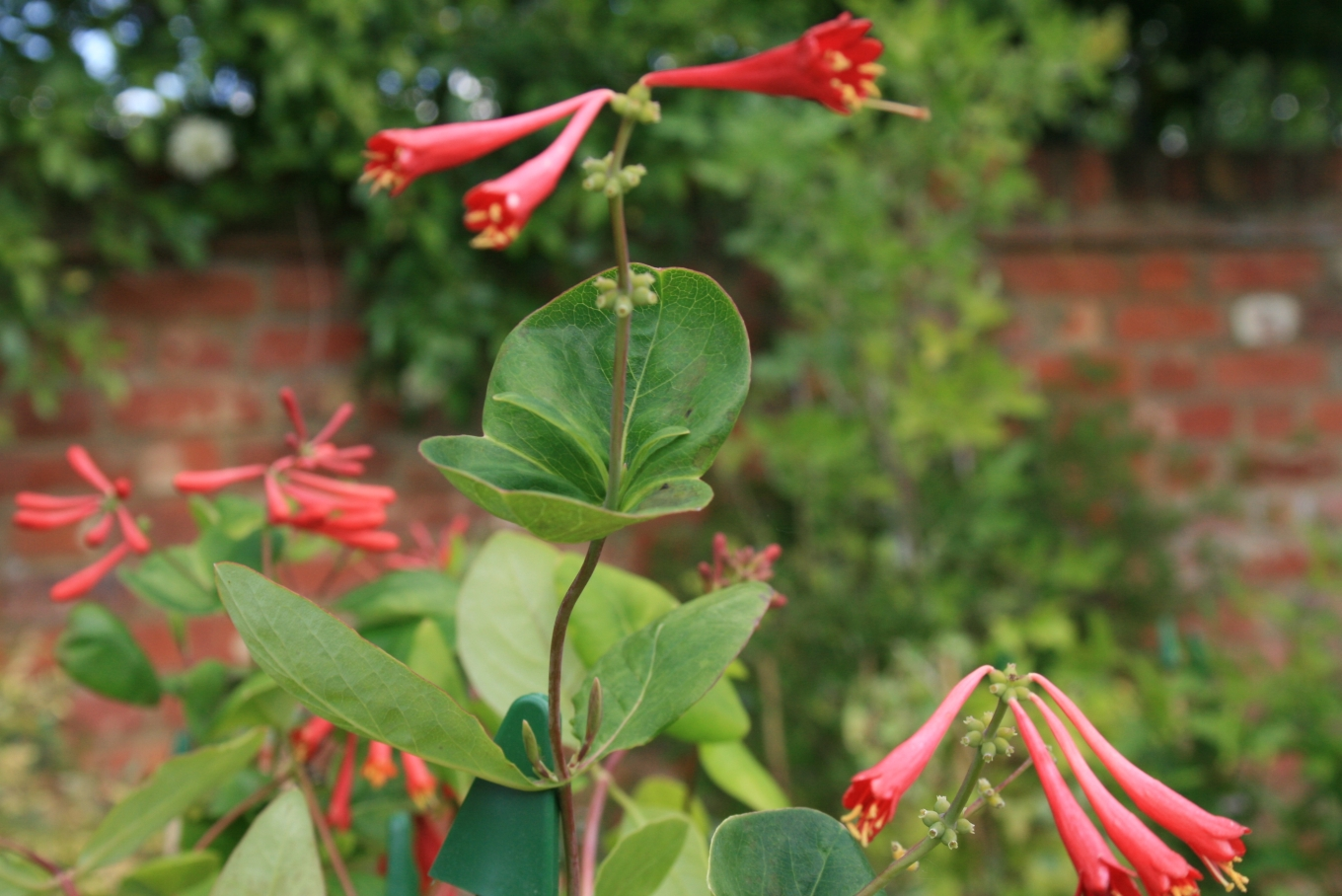
花が咲き終わった後の葉と外観
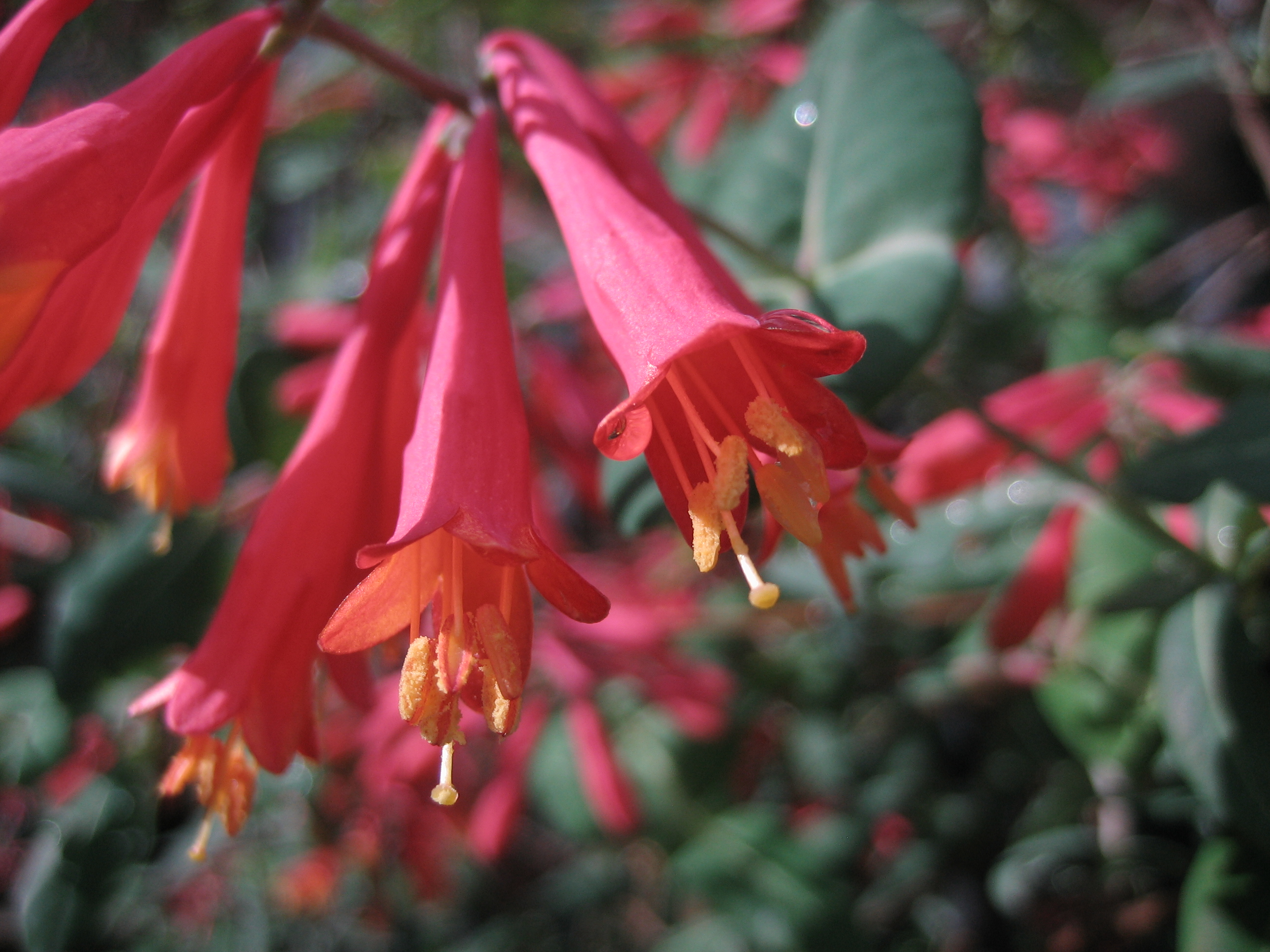
花の接写
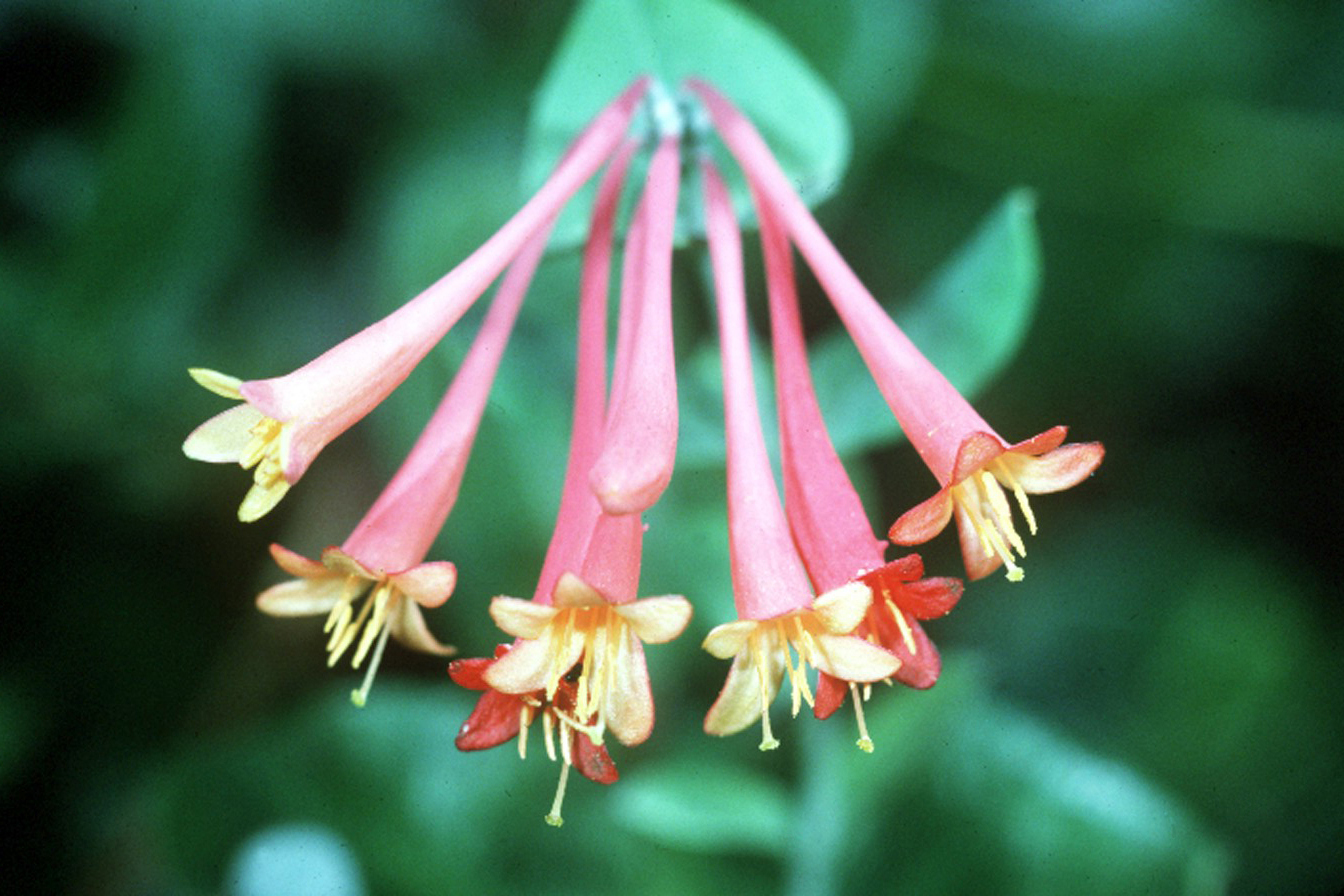
内側が黄色い、珊瑚色の花